# Filiberto di Chalon

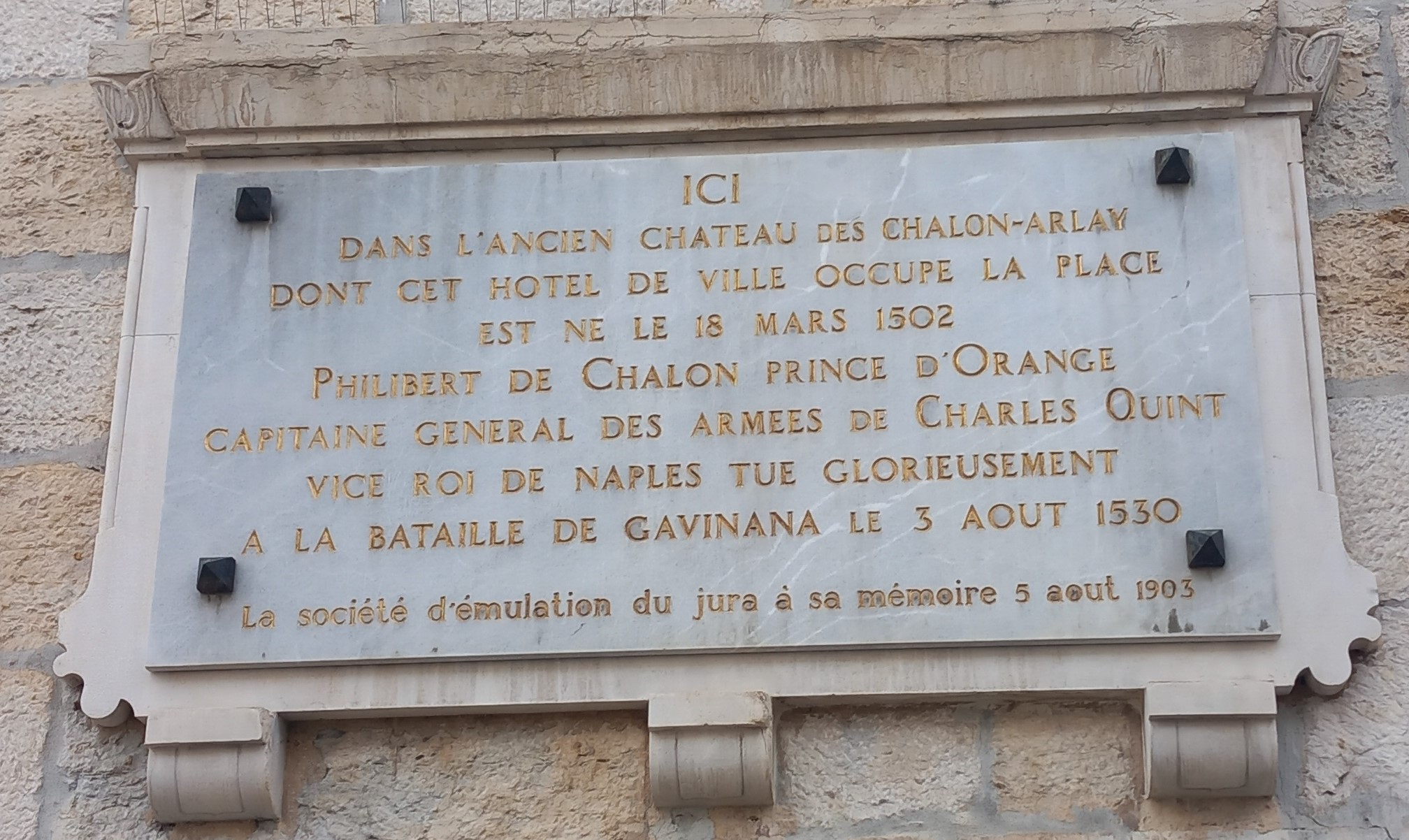
Targa commemorativa sulla casa natale di Philibert de Chalon

Stemma di Filiberto di Chalon

Filiberto di Chalon (Lons-le-Saunier, 18 marzo 1502 – Gavinana, 3 agosto 1530) è stato un condottiero francese, principe d'Orange e viceré di Napoli dal 1528 al 1530.

## Biografia

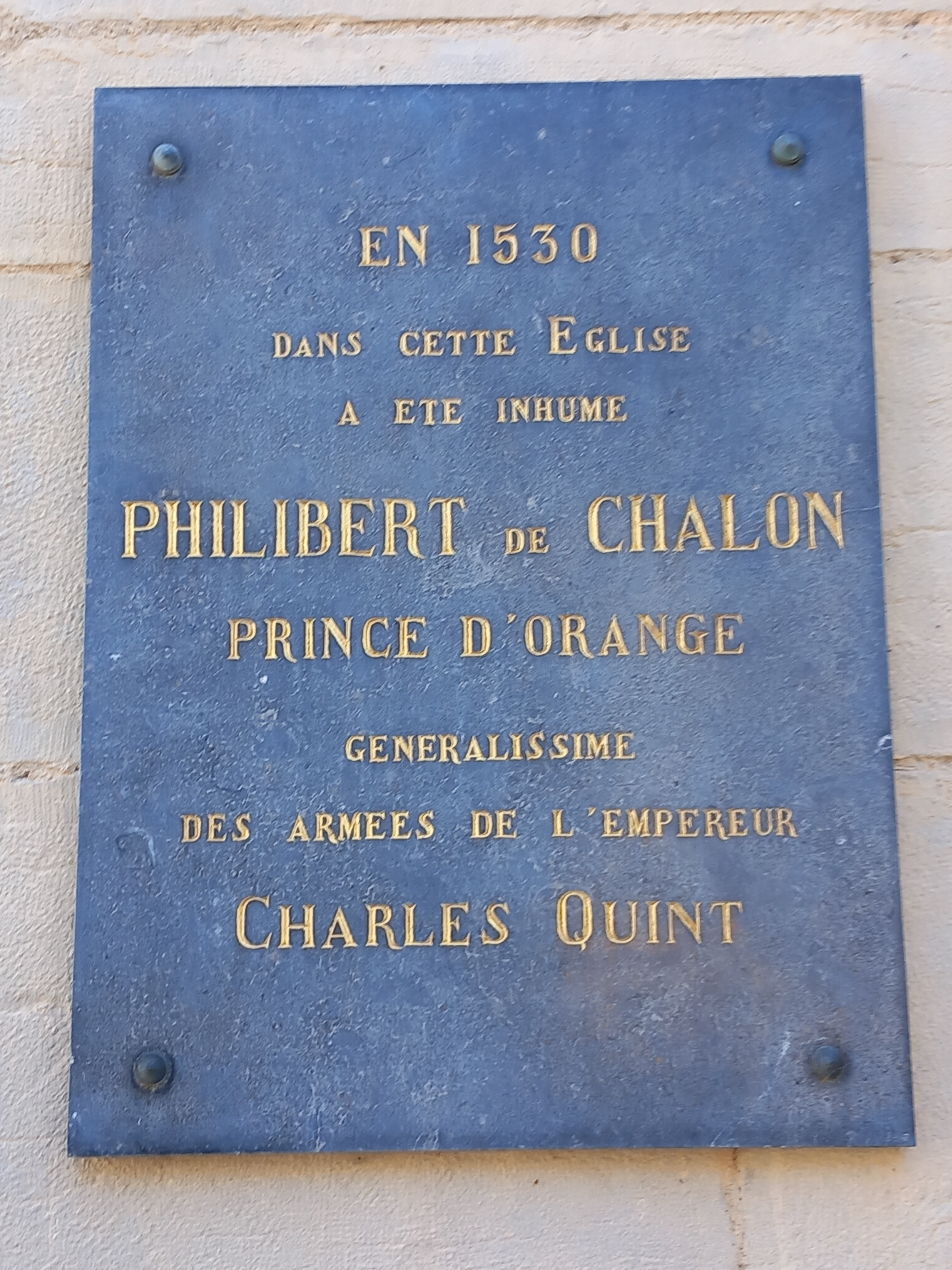
Sepoltura nelle chiesa dei Cordeliers a Lons-le-Saunier

Nonostante la nascita, parteggiò per gli Asburgo nelle guerre per il dominio dell'Italia.
Già comandante della cavalleria imperiale, fu promosso a capo dell'esercito di Carlo V d'Asburgo alla morte del Conestabile di Borbone, durante l'assedio che precedette il sacco di Roma, nel 1527.  Trovandosi poi a Napoli durante l'assedio del 1528, alla morte del viceré Ugo di Moncada, deceduto in combattimento nel golfo di Salerno durante la battaglia di Capo d'Orso, il principe d'Orange Filiberto di Chalon fu nominato da Carlo V d'Asburgo nuovo viceré, vista l'urgenza della situazione. Sbaragliò le truppe francesi grazie anche alla peste che si sviluppò in quel periodo e al passaggio di Andrea Doria nel campo anti-francese; ciò condusse al riconoscimento della legittimità delle pretese di Carlo V su Napoli, dopo la pace di Cambrai, anche grazie alla formale investitura di papa Clemente VII.
Nel 1529 fu inviato a Firenze per restaurare il dominio dei Medici; durante la sua assenza il governo vicereale fu affidato a Pompeo Colonna. A Firenze, Filiberto di Chalon alloggiò nella dimora del cavaliere Alessandro Giovanni Bandini, la Villa del Bandino, motivo del perché questa non fu distrutta, come invece avvenne in quel periodo per la maggior parte delle ville fiorentine. Morì il 3 agosto 1530 nelle prime fasi della battaglia di Gavinana, a 28 anni, colpito da archibugiate.
Gli successe nel titolo di principe di Orange il figlio della sorella Claudia e del marito Enrico III di Nassau-Breda, Renato, che assunse lo stemma e il cognome degli Chalon-Orange.